# 7613 ʻAkikiki
7613 ʻAkikiki este un asteroid din centura principală de asteroizi.

## Descriere
7613 ʻAkikiki este un asteroid din centura principală de asteroizi. A fost descoperit pe 16 februarie 1996 la Haleakala în cadrul programului NEAT. Asteroidul prezintă o orbită caracterizată de o semiaxă mare de 3,24 ua, o excentricitate de 0,13 și o înclinație de 2,1° în raport cu ecliptica.